# Ciclismo ai XIV Giochi del Mediterraneo
Le competizioni di Ciclismo ai XIV Giochi del Mediterraneo si svolsero lungo un percorso cittadino appositamente allestito per i Giochi.
Per questo sport furono organizzate le seguenti prove:
- Prova individuale in linea maschile, con un percorso di 159 km;
- Prova individuale a cronometro maschile, con un percorso di 39,3 chilometri

per un totale di due medaglie d'oro messe in palio.

## Medagliere
| Pos.   | Nazione | Oro | Argento | Bronzo | Totale |
| ------ | ------- | --- | ------- | ------ | ------ |
| 1      | Italia  | 1   | 2       | 1      | 4      |
| 2      | Spagna  | 1   | 0       | 1      | 2      |
| Totale | Totale  | 2   | 2       | 2      | 6      |

## Sommario degli eventi
| Evento             | Oro             | Prestazione | Argento       | Prestazione | Bronzo             | Prestazione |
| Ciclismo su strada |                 |             |               |             |                    |             |
| Corsa in linea     | Denis Bertolini | 3h52'27"    | Alberto Loddo | s.t.        | Alejandro Valverde | a 7"        |
| Cronometro         | Sergi Escobar   | 49'52"14    | Juri Alvisi   | a 7"60      | Maurizio Biondo    | a 43"10     |